# Teories clàssiques de camps unificats
Des del segle XIX, alguns físics, especialment Albert Einstein, han intentat desenvolupar un marc teòric únic que pugui explicar totes les forces fonamentals de la natura: una teoria de camps unificada. Les teories clàssiques de camps unificats són intents de crear una teoria de camps unificada basada en la física clàssica. En particular, la unificació de la gravitació i l'electromagnetisme va ser perseguida activament per diversos físics i matemàtics durant els anys entre les dues guerres mundials. Aquest treball va estimular el desenvolupament purament matemàtic de la geometria diferencial.
Aquest article descriu diversos intents de formular una teoria de camps unificat relativista clàssica (no quàntica). Per a una enquesta de les teories de camp relativistes clàssiques de la gravitació que han estat motivades per preocupacions teòriques diferents de la unificació, vegeu Teories clàssiques de la gravitació. Per a una enquesta del treball actual per crear una teoria quàntica de la gravitació, vegeu la gravetat quàntica.

## Visió general
Els primers intents de crear una teoria de camps unificada van començar amb la geometria riemanniana de la relativitat general, i van intentar incorporar camps electromagnètics a una geometria més general, ja que la geometria riemanniana ordinària semblava incapaç d'expressar les propietats del camp electromagnètic. Einstein no va estar sol en els seus intents d'unificar l'electromagnetisme i la gravetat; un gran nombre de matemàtics i físics, inclosos Hermann Weyl, Arthur Eddington i Theodor Kaluza, també van intentar desenvolupar enfocaments que poguessin unificar aquestes interaccions. Aquests científics van seguir diverses vies de generalització, inclosa l'ampliació dels fonaments de la geometria i l'addició d'una dimensió espacial addicional.

## Treball primerenc
Els primers intents de proporcionar una teoria unificada van ser de G. Mie el 1912 :115i Ernst Reichenbacher el 1916. Tanmateix, aquestes teories no eren satisfactòries, ja que no incorporaven la relativitat general perquè encara s'havia de formular la relativitat general. Aquests esforços, juntament amb els de Rudolf Förster, van implicar convertir el tensor mètric (que abans s'havia suposat que era simètric i de valor real) en un tensor asimètric i/o de valor complex, i també van intentar crear una teoria de camps per a també importa.

## Geometria diferencial i teoria de camps
Des de 1918 fins a 1923, hi va haver tres enfocaments diferents a la teoria de camps: la teoria gauge de Weyl, la teoria de les cinc dimensions de Kaluza i el desenvolupament de la geometria afin d'Eddington. Einstein es va correspondre amb aquests investigadors i va col·laborar amb Kaluza, però encara no estava totalment implicat en l'esforç d'unificació.

## Geometria infinitesimal de Weyl
Per tal d'incloure l'electromagnetisme a la geometria de la relativitat general, Hermann Weyl va treballar per generalitzar la geometria riemanniana sobre la qual es basa la relativitat general. La seva idea era crear una geometria infinitesimal més general. Va assenyalar que, a més d'un camp mètric, hi podria haver graus addicionals de llibertat al llarg d'un camí entre dos punts d'una varietat, i va intentar aprofitar-ho introduint un mètode bàsic per comparar les mesures de mida locals al llarg d'aquest camí, en termes d'un camp de mesura. Aquesta geometria va generalitzar la geometria riemanniana en què hi havia un camp vectorial Q, a més de la mètrica g, que en conjunt va donar lloc als camps electromagnètics i gravitatoris. Aquesta teoria era matemàticament sòlida, encara que complicada, donant lloc a equacions de camp difícils i de gran ordre. Els ingredients matemàtics crítics d'aquesta teoria, els lagrangianos i el tensor de curvatura, van ser elaborats per Weyl i els seus col·legues. Aleshores Weyl va realitzar una extensa correspondència amb Einstein i altres sobre la seva validesa física, i finalment es va trobar que la teoria no era físicament raonable. Tanmateix, el principi d'invariància de gauge de Weyl es va aplicar més tard en una forma modificada a la teoria quàntica de camps.

## La cinquena dimensió de Kaluza
L'enfocament de Kaluza per a la unificació va ser incrustar l'espai-temps en un món cilíndric de cinc dimensions, format per quatre dimensions espacials i una dimensió temporal. A diferència de l'enfocament de Weyl, es va mantenir la geometria riemanniana i la dimensió addicional va permetre la incorporació del vector del camp electromagnètic a la geometria. Malgrat la relativa elegància matemàtica d'aquest enfocament, en col·laboració amb Einstein i l'ajudant d'Einstein Grommer es va determinar que aquesta teoria no admetia una solució no singular, estàtica i simètrica esfèrica. Aquesta teoria va tenir certa influència en el treball posterior d'Einstein i va ser desenvolupada més tard per Klein en un intent d'incorporar la relativitat a la teoria quàntica, en el que ara es coneix com a teoria de Kaluza-Klein.

## Geometria afí d'Eddington
Sir Arthur Stanley Eddington va ser un astrònom conegut que es va convertir en un promotor entusiasta i influent de la teoria general de la relativitat d'Einstein. Va ser dels primers a proposar una extensió de la teoria gravitatòria basada en la connexió afí com el camp de l'estructura fonamental en lloc del tensor mètric que era el focus original de la relativitat general. La connexió afí és la base del transport paral·lel de vectors d'un punt espai-temps a un altre; Eddington va suposar que la connexió afí era simètrica en els seus índexs covariants, perquè semblava plausible que el resultat de transportar en paral·lel un vector infinitesimal al llarg d'un altre produís el mateix resultat que transportar el segon al llarg del primer. (Els treballadors posteriors van revisar aquesta hipòtesi).
Eddington va posar èmfasi en el que considerava consideracions epistemològiques; per exemple, va pensar que la versió constant cosmològica de l'equació de camp general-relativista expressava la propietat que l'univers s'autoavaluava. Atès que el model cosmològic més simple (l'univers De Sitter) que resol aquesta equació és un univers tancat, estacionari i simètric esfèrica (que mostra un desplaçament al vermell cosmològic, que s'interpreta més convencionalment com a causa de l'expansió), semblava explicar la forma global de l'univers.
Com molts altres teòrics clàssics de camps unificats, Eddington va considerar que a les equacions de camp d'Einstein per a la relativitat general el tensor esforç-energia {\displaystyle T_{\mu \nu }}, que representa matèria/energia, era merament provisional, i que en una teoria veritablement unificada el terme font sorgiria automàticament com un aspecte de les equacions de camp de l'espai lliure. També va compartir l'esperança que una teoria fonamental millorada explicaria per què les dues partícules elementals conegudes aleshores (protó i electró) tenen masses força diferents.
L'equació de Dirac per a l'electró quàntic relativista va fer que Eddington replantegés la seva convicció anterior que la teoria física fonamental s'havia de basar en tensors. Posteriorment, va dedicar els seus esforços al desenvolupament d'una "Teoria Fonamental" basada en gran part en nocions algebraiques (que va anomenar "E-frames"). Malauradament, les seves descripcions d'aquesta teoria eren incompletes i difícils d'entendre, de manera que molt pocs físics van seguir el seu treball.

## Aproximacions geomètriques d'Einstein
Quan l'equivalent de les equacions de Maxwell per a l'electromagnetisme es formula en el marc de la teoria de la relativitat general d'Einstein, l'energia del camp electromagnètic (equivalent a la massa tal com es defineix per l'equació d'Einstein E=mc2) contribueix al tensor de tensió i, per tant, a la curvatura de espai-temps, que és la representació general-relativista del camp gravitatori; o dit d'una altra manera, determinades configuracions d'espai-temps corbat incorporen efectes d'un camp electromagnètic. Això suggereix que una teoria purament geomètrica hauria de tractar aquests dos camps com aspectes diferents d'un mateix fenomen bàsic. Tanmateix, la geometria riemanniana ordinària és incapaç de descriure les propietats del camp electromagnètic com un fenomen purament geomètric.
Einstein va intentar formar una teoria generalitzada de la gravitació que unificaria les forces gravitatòries i electromagnètiques (i potser altres), guiada per la creença en un únic origen per a tot el conjunt de lleis físiques. Aquests intents es van concentrar inicialment en nocions geomètriques addicionals com ara vierbes i "paral·lelisme llunyà", però finalment es van centrar en tractar tant el tensor mètric com la connexió afí com a camps fonamentals. (Com que no són independents, la teoria mètrica-afí era una mica complicada.) En la relativitat general, aquests camps són simètrics (en el sentit de la matriu), però com que l'antisimetria semblava essencial per a l'electromagnetisme, el requisit de simetria es va relaxar per a un o ambdós camps.. Les equacions de camp unificat proposades per Einstein (lleis fonamentals de la física) es van derivar generalment d'un principi variacional expressat en termes del tensor de curvatura de Riemann per a la suposada varietat espai-temps.
En teories de camp d'aquest tipus, les partícules apareixen com a regions limitades en l'espai-temps en les quals la força de camp o la densitat d'energia és particularment alta. Einstein i el seu company de feina Leopold Infeld van aconseguir demostrar que, en la teoria final d'Einstein del camp unificat, les veritables singularitats del camp tenien trajectòries semblants a partícules puntuals. No obstant això, les singularitats són llocs on les equacions es descomponen, i Einstein creia que, en una teoria definitiva, les lleis haurien d'aplicar-se a tot arreu, i les partícules són solucions semblants a solitons a les equacions de camp (altament no lineals). A més, la topologia a gran escala de l'univers hauria d'imposar restriccions a les solucions, com ara la quantificació o simetries discretes.
El grau d'abstracció, combinat amb una manca relativa de bones eines matemàtiques per analitzar sistemes d'equacions no lineals, dificulta la connexió d'aquestes teories amb els fenòmens físics que podrien descriure. Per exemple, s'ha suggerit que la torsió (part antisimètrica de la connexió afí) podria estar relacionada amb l'isospin més que amb l'electromagnetisme; això està relacionat amb una simetria discreta (o "interna" ) coneguda per Einstein com a "dualitat de camp de desplaçament".
Einstein es va aïllar cada cop més en la seva investigació sobre una teoria generalitzada de la gravitació, i la majoria dels físics consideren que els seus intents finalment no van tenir èxit. En particular, la seva recerca d'una unificació de les forces fonamentals va ignorar els desenvolupaments de la física quàntica (i viceversa), sobretot el descobriment de la força nuclear forta i la força nuclear feble.

## Teoria pura-afí de Schrödinger
Inspirat per l'enfocament d'Einstein a una teoria de camps unificat i la idea d'Eddington de la connexió afí com a única base per a l'estructura geomètrica diferencial per a l'espai-temps, Erwin Schrödinger va investigar de 1940 a 1951 a fons les formulacions afins pures de la teoria gravitacional generalitzada. Encara que inicialment va assumir una connexió afí simètrica, com Einstein va considerar més tard el camp asimètric.
El descobriment més sorprenent de Schrödinger durant aquest treball va ser que el tensor mètric va ser induït sobre la varietat mitjançant una construcció senzilla a partir del tensor de curvatura de Riemann, que al seu torn es va formar completament a partir de la connexió afí. A més, prendre aquest enfocament amb la base més senzilla possible per al principi variacional va donar lloc a una equació de camp amb la forma de l'equació de camp relativista general d'Einstein amb un terme cosmològic que sorgeix automàticament.
L'escepticisme d'Einstein i les crítiques publicades d'altres físics van desanimar a Schrödinger, i el seu treball en aquesta àrea ha estat en gran part ignorat.

## Treball posterior
Després de la dècada de 1930, cada cop menys científics van treballar en la unificació clàssica, a causa del desenvolupament continuat de descripcions teòriques quàntiques de les forces fonamentals no gravitatòries de la naturalesa i les dificultats que es van trobar per desenvolupar una teoria quàntica de la gravetat. Einstein va continuar amb els seus intents d'unificar teòricament la gravetat i l'electromagnetisme, però es va aïllar cada cop més en aquesta investigació, que va continuar fins a la seva mort. L'estatus de celebritat d'Einstein va portar molta atenció a la seva recerca final, que finalment va tenir un èxit limitat.
La majoria dels físics, en canvi, finalment van abandonar les teories clàssiques unificades. La recerca general actual sobre les teories de camps unificats se centra en el problema de crear una teoria quàntica de la gravetat i unificar-se amb les altres teories fonamentals de la física, totes elles teories de camps quàntiques. (Alguns programes, com la teoria de cordes, intenten resoldre tots dos problemes alhora.) De les quatre forces fonamentals conegudes, la gravetat continua sent l'única força per a la qual la unificació amb les altres resulta problemàtica.
Tot i que de tant en tant es continuen proposant noves teories de camps unificats "clàssics", que sovint impliquen elements no tradicionals com els espinors o que relacionen la gravitació amb una força electromagnètica, els físics encara no n'han acceptat cap.